# Медресе (Бабаата)
Медресе (каз. Медресе) — памятник истории и архитектуры конца XIX века на окраине села Бабаата Сузакского района, Туркестанской области. С 1982 года входит в список памятников истории и культуры Казахстана республиканского значения.

## Архитектура
Сооружение Г-образное в плане (ранее П-образное). Сохранились 9 помещений, в том числе дарсхана с высоким куполом и порталом с усложнённой парапетной стеной и угловыми башенками. Другие помещения перекрыты коробовыми сводами, скрытыми под плоской кровлей. Наиболее проработанный дворовой фасад решён в виде сплошной аркатуры. Шипцовые стены ниш арок прорезаны дверными проёмами и окнами с решётками-панджара. Внутри худжр сохранились следы штукатурки. В декоре фасадов широко использована кирпичная фигурная кладка.